# Eacles punctatissima
Eacles punctatissima är en fjärilsart som beskrevs av Berthold Neumoegen 1891. Eacles punctatissima ingår i släktet Eacles och familjen påfågelsspinnare. Inga underarter finns listade i Catalogue of Life.